# Максимов, Юрий Павлович
Ю́рий Па́влович Макси́мов  (30 июня 1924, с. Крюковка, Тамбовская губерния — 17 ноября 2002, Москва) — советский военачальник, генерал армии (1982). Герой Советского Союза (1982). Главнокомандующий Войсками Южного направления (1984—1985) и РВСН (1985—1992) — заместитель Министра обороны СССР (1985—1991). Член ЦК КПСС (1986—1990).

## Биография
Родился в семье крестьянина в селе Крюковка Тамбовской губернии (ныне — в составе Мичуринского района Тамбовской области). Русский. С 1933 года семья жила в посёлке Барыбино под Москвой. С 1938 года семья проживала по адресу ул. Леваневского, д. 4. Окончил школу-семилетку в Барыбино в 1939 году, среднюю школу в Домодедово в 1942 году.

## Великая Отечественная война
В первые месяцы Великой Отечественной войны был мобилизован для строительства укреплений на подступах к Москве. В августе 1942 года был призван в Красную Армию. Окончил Первое Московское пулемётное училище в 1943 году, сразу после выпуска направлен в действующую армию. Воевал на Юго-Западном фронте командиром пулемётного взвода 187-го гвардейского стрелкового полка 61-й гвардейской стрелковой дивизии 3-й гвардейской армии. В бою на реке Северский Донец в июле 1943 года был тяжело ранен, потерял сознание, его семье было отправлено извещение о смерти. После выздоровления окончил фронтовые курсы усовершенствования офицерского состава. С 1944 года командовал пулемётной ротой 195-го гвардейского стрелкового полка 66-й гвардейской стрелковой дивизии на 2-м Украинском фронте, 3-м Украинском фронте, 4-м Украинском фронте. Освобождал Закарпатскую Украину, Венгрию, Австрию. Член ВКП(б) с 1943 года.
За два года на фронте был трижды ранен и награждён тремя боевыми орденами.

## Послевоенное время
После войны продолжал командовать пулемётной ротой в Прикарпатском военном округе до 1947 года, когда был направлен на учёбу в академию. В 1950 году окончил Военную академию имени М. В. Фрунзе. Служил в офицером-оператором Западного направления, оператором управления в Главном оперативном управлении Генерального штаба. С июня 1953 года вновь в войсках: командир стрелкового батальона, с сентября 1953 — начальник штаба 205-го гвардейского стрелкового полка, с июня 1957 года — заместитель командира мотострелковой дивизии, с декабря 1957 года — командир мотострелкового полка в Южной группе войск на территории Венгрии. С сентября 1961 года — начальник штаба 128-й гвардейской мотострелковой дивизии в Прикарпатском военном округе. В 1965 году окончил Военную академию Генерального штаба с золотой медалью.
С августа 1965 года командовал 77-й гвардейской мотострелковой дивизией Ленинградского военного округа (управление дивизии в Архангельске). С марта 1968 года по май 1969 года находился в заграничной командировке — военный советник в Йеменской Арабской Республике. С ноября 1969 года — первый заместитель командующего 28-й общевойсковой армией Белорусского военного округа. С мая 1973 года — первый заместитель командующего войсками Краснознамённого Туркестанского военного округа. С 1976 года — руководитель группы советских военных специалистов в Алжире. В конце 1978 года по окончании срока командировки вновь вернулся на прежнюю должность, а в январе 1979 года назначен командующим войсками Туркестанского военного округа.
Генерал-майор (23.02.1967). Генерал-лейтенант (8.05.1974). Генерал-полковник (16.02.1979).

## Афганская война
В декабре 1979 года советские войска вступили на территорию Афганистана, и началась Афганская война. Непосредственно боевые действия вела 40-я общевойсковая армия, входившая в состав Краснознамённого Туркестанского военного округа. Длительное время находился в Афганистане. Указом Президиума Верховного Совета СССР от 5 июля [1982 года ему было присвоено звание Героя Советского Союза с формулировкой «за успешное выполнение заданий правительства и проявленные при этом мужество и героизм». Кроме того, Указом Президиума Верховного Совета СССР от 16 декабря 1982 года ему также было присвоено воинское звание генерал армии.

## Последние годы службы

Могила Ю. П. Максимова на Троекуровском кладбище Москвы.

С сентября 1984 года был Главнокомандующим войсками Южного стратегического направления. С 10 июля 1985 года — Главнокомандующий Ракетными войсками стратегического назначения — заместитель Министра обороны СССР.
Один из немногих высших военачальников, оставшихся в занимаемой должности после августовских событий 1991 года. С 12 ноября 1991 года по 20 марта 1992 года — Главнокомандующий Стратегическими силами сдерживания СССР, а с 20 марта по 9 октября 1992 года — командующий Стратегическими силами Объединённых вооружённых сил СНГ, одновременно являясь и Главнокомандующим Ракетными войсками стратегического назначения Российской Федерации. С октября 1992 года — в распоряжении министра обороны Российской Федерации. С марта 1993 года — в отставке.
Жил в Москве.
Скончался 17 ноября 2002 года, похоронен на Троекуровском кладбище.
Депутат Верховного Совета СССР: Совета Национальностей 10-го созыва (1979—1984) от Каракалпакской АССР, Совета Союза 11-го созыва (1984—1989) от Сурхандарьинской области. Народный депутат СССР в 1989—1991 годах. Кандидат в члены ЦК КПСС в 1981—1986 годах. Член ЦК КПСС в 1986—1990 годах.

## Награды
- * Медаль «Золотая Звезда» (№ 11478) Героя Советского Союза (5.07.1982).

Ордена СССР
- Два ордена Ленина (1980, 05.07.1982).
- Орден Октябрьской Революции (1988).
- Три ордена Красного Знамени (22.03.1945, 1956, 1968).
- Два ордена Отечественной войны 1-й степени (01.11.1944, 11.03.1985).
- Орден Красной Звезды (28.07.1943).
- Орден «За службу Родине в Вооружённых Силах СССР» 3-й степени (1975).

Медали СССР
- Медаль Жукова (1995).
- Медаль «За боевые заслуги» (1953).
- Медаль «За отличие в охране государственной границы СССР»
- Юбилейная медаль «За воинскую доблесть. В ознаменование 100-летия со дня рождения Владимира Ильича Ленина».
- Медаль «За оборону Москвы».
- Медаль «За победу над Германией в Великой Отечественной войне 1941—1945 гг.»
- Юбилейная медаль «Двадцать лет Победы в Великой Отечественной войне 1941—1945 гг.».
- Юбилейная медаль «Тридцать лет Победы в Великой Отечественной войне 1941—1945 гг.».
- Юбилейная медаль «Сорок лет Победы в Великой Отечественной войне 1941—1945 гг.»
- Юбилейная медаль «50 лет Победы в Великой Отечественной войне 1941—1945 гг.»
- Медаль «В память 850-летия Москвы»
- Медаль «За взятие Будапешта».
- Медаль «Ветеран Вооружённых Сил СССР».
- Медаль «За укрепление боевого содружества».
- Юбилейная медаль «30 лет Советской Армии и Флота».
- Юбилейная медаль «40 лет Вооружённых Сил СССР».
- Юбилейная медаль «50 лет Вооружённых Сил СССР».
- Юбилейная медаль «60 лет Вооружённых Сил СССР».
- Юбилейная медаль «70 лет Вооружённых Сил СССР».
- Медаль «В память 800-летия Москвы».
- Медаль «За безупречную службу» I степени.
- Медаль «За безупречную службу» II степени.

Иностранные награды
- Орден «Мариба» (Йемен).
- Орден Красного Знамени Демократической Республики Афганистан.

## Сочинения
- Максимов Ю. П. Записки бывшего главкома стратегических. — М.: РВСН, 1994.
- Максимов Ю. П. Развитие взглядов на оборону // Военно-исторический журнал. — 1979. — № 10. — С. 10—16.
- Максимов Ю. П. Стратегическое наступление Советских Вооружённых Сил в решающей компании 1945 года в Европе // Военно-исторический журнал. — 1985. — № 4. — С. 61—72.